# Florence Steurer
Florence Steurer, po mężu Penz (ur. 1 listopada 1949 w Lyonie) – francuska narciarka alpejska, brązowa medalistka olimpijska i czterokrotna medalistka mistrzostw świata.

## Kariera
Pierwszy sukces w karierze Florence Steurer osiągnęła w 1966 roku, podczas mistrzostw świata w Portillo. Wywalczyła tam brązowy medal w slalomie gigancie, przegrywając jedynie ze swą rodaczką Marielle Goitschel oraz Austriaczką Heidi Zimmermann. Na rozgrywanych dwa lata później igrzyskach olimpijskich w Grenoble wystartowała we wszystkich konkurencjach, najlepszy wynik osiągając w gigancie, który ukończyła na czwartej pozycji. Walkę o podium przegrała tam z Fernande Bochatay ze Szwajcarii o 0,01 sekundy. Kolejny medal zdobyła na mistrzostwach świata w Val Gardena w 1970 roku, tym razem zajmując drugie miejsce w kombinacji. Uplasowała się tam między inną Francuzką, Michèle Jacot, a Marilyn Cochran z USA. Na tej samej imprezie była też szósta w zjeździe, siódma w slalomie i ósma w gigancie.
Największe sukcesy osiągnęła podczas igrzysk olimpijskich w Sapporo w 1972 roku. Po zajęciu 23. pozycji w zjeździe oraz szóstej w gigancie Francuzka wywalczyła brązowy medal w slalomie. W obu przejazdach uzyskała trzecie wyniki i ostatecznie stanęła na najniższym stopniu podium, tracąc 1,45 sekundy do Barbary Cochran z USA oraz 1,43 sekundy do swej rodaczki Danièle Debernard. Igrzyska w Sapporo były równocześnie mistrzostwami świata, jednak kombinację rozegrano tylko w ramach drugiej z tych imprez. W konkurencji tej Steurer zajęła drugie miejsce, rozdzielając na podium Austriaczkę Annemarie Moser-Pröll oraz Toril Førland z Norwegii.
W zawodach Pucharu Świata zadebiutowała 7 stycznia 1967 roku w Oberstaufen, zajmując czwarte miejsce w slalomie. Tym samym już w swoim debiucie zdobyła pierwsze pucharowe punkty. Już sześć dni później pierwszy raz stanęła na podium, zajmując trzecie miejsce w szwajcarskim Grindelwald. W kolejnych latach jeszcze wielokrotnie plasowała się w czołowej trójce, odnosząc przy tym cztery zwycięstwa: 18 stycznia 1968 roku w Bad Gastein, 1 marca 1969 roku w Squaw Valley i 3 marca 1972 roku w Heavenly Valley była najlepsza w slalomie, a 1 marca 1968 roku w Abetone wygrała giganta. Najlepsze wyniki osiągnęła w sezonie 1968/1969, który ukończyła na drugiej pozycji w klasyfikacji generalnej. Była także trzecia w klasyfikacjach generalnych sezonów 1967/1968 oraz 1969/1970. Ponadto w sezonie 1967/1968 była druga w klasyfikacji slalomu oraz trzecia w gigancie, w sezonie 1971/1972 ponownie była druga w slalomie, a w sezonie 1969/1970 trzecią pozycję zajęła w klasyfikacji zjazdu. W 1972 roku zakończyła karierę.
Kilkukrotnie zdobywała medale mistrzostw Francji, w tym cztery złote: w zjeździe w latach 1967 i 1969 oraz slalomie i kombinacji w 1969 roku. W 2009 roku została odznaczona Legią Honorową.
Narciarstwo alpejskie uprawiał także jej mąż, Alain Penz.

## Osiągnięcia

### Igrzyska olimpijskie
| Miejsce | Dzień     | Rok  | Miejscowość | Konkurencja | Czas biegu | Strata | Zwyciężczyni       |
| ------- | --------- | ---- | ----------- | ----------- | ---------- | ------ | ------------------ |
| 9.      | 10 lutego | 1968 | Grenoble    | Zjazd       | 1:40,87    | +2,13  | Olga Pall          |
| DNF     | 13 lutego | 1968 | Grenoble    | Slalom      | 1:25,86    | -      | Marielle Goitschel |
| 4.      | 15 lutego | 1968 | Grenoble    | Gigant      | 1:51,97    | +2,78  | Nancy Greene       |
| 23.     | 5 lutego  | 1972 | Sapporo     | Zjazd       | 1:36,68    | +4,68  | Marie-Theres Nadig |
| 6.      | 8 lutego  | 1972 | Sapporo     | Gigant      | 1:29,90    | +2,69  | Marie-Theres Nadig |
| 3.      | 11 lutego | 1972 | Sapporo     | Slalom      | 1:31,24    | +1,43  | Barbara Cochran    |

### Mistrzostwa świata
| Miejsce | Dzień       | Rok  | Miejscowość | Konkurencja | Czas biegu | Strata     | Zwyciężczyni          |
| ------- | ----------- | ---- | ----------- | ----------- | ---------- | ---------- | --------------------- |
| 15.     | 5 sierpnia  | 1966 | Portillo    | Slalom      | 1:30,48    | +4,86      | Annie Famose          |
| 3.      | 11 sierpnia | 1966 | Portillo    | Gigant      | 1:22,64    | +2,30      | Marielle Goitschel    |
| 9.      | 10 lutego   | 1968 | Grenoble    | Zjazd       | 1:40,87    | +2,13      | Olga Pall             |
| DNF     | 13 lutego   | 1968 | Grenoble    | Slalom      | 1:25,86    | -          | Marielle Goitschel    |
| 4.      | 15 lutego   | 1968 | Grenoble    | Gigant      | 1:51,97    | +2,78      | Nancy Greene          |
| 6.      | 11 lutego   | 1970 | Val Gardena | Zjazd       | 1:58,34    | +2,91      | Annerösli Zryd        |
| 7.      | 13 lutego   | 1970 | Val Gardena | Slalom      | 1:40,44    | +2,91      | Ingrid Lafforgue      |
| 8.      | 14 lutego   | 1970 | Val Gardena | Gigant      | 1:20,46    | +0,84      | Betsy Clifford        |
| 2.      | 3 lutego    | 1970 | Val Gardena | Kombinacja  | 30,31 pkt  | +7,38 pkt  | Michèle Jacot         |
| 23.     | 5 lutego    | 1972 | Sapporo     | Zjazd       | 1:36,68    | +4,68      | Marie-Theres Nadig    |
| 6.      | 8 lutego    | 1972 | Sapporo     | Gigant      | 1:29,90    | +2,69      | Marie-Theres Nadig    |
| 3.      | 11 lutego   | 1972 | Sapporo     | Slalom      | 1:31,24    | +1,43      | Barbara Cochran       |
| 2.      | 11 lutego   | 1972 | Sapporo     | Kombinacja  | 25,64 pkt  | +33,87 pkt | Annemarie Moser-Pröll |

### Puchar Świata

#### Miejsca w klasyfikacji generalnej
- sezon 1966/1967: 5.
- sezon 1967/1968: 3.
- sezon 1968/1969: 2.
- sezon 1969/1970: 3.
- sezon 1970/1971: 13.
- sezon 1971/1972: 8.

#### Pozostałe miejsca na podium
1. Grindelwald – 13 stycznia 1967 (zjazd) – 3. miejsce
2. Saint-Gervais – 26 stycznia 1967 (slalom) – 3. miejsce
3. Sestriere – 3 marca 1967 (zjazd) – 3. miejsce
4. Franconia – 11 marca 1967 (gigant) – 2. miejsce
5. Jackson Hole – 26 marca 1967 (slalom) – 3. miejsce
6. Oberstaufen – 5 stycznia 1968 (gigant) – 2. miejsce
7. Bad Gastein – 18 stycznia 1968 (slalom) – 1. miejsce
8. Saint-Gervais – 25 stycznia 1968 (slalom) – 2. miejsce
9. Abetone – 1 marca 1968 (slalom) – 1. miejsce
10. Abetone – 2 marca 1968 (zjazd) – 3. miejsce
11. Rossland – 31 marca 1968 (gigant) – 2. miejsce
12. Heavenly Valley – 5 kwietnia 1968 (gigant) – 2. miejsce
13. Schruns – 15 stycznia 1969 (zjazd) – 2. miejsce
14. Vipiteno – 8 lutego 1969 (slalom) – 3. miejsce
15. Wysokie Tatry – 17 lutego 1969 (gigant) – 3. miejsce
16. Squaw Valley – 1 marca 1969 (gigant) – 1. miejsce
17. Mont-Sainte-Anne – 15 marca 1969 (slalom) – 3. miejsce
18. Val d’Isère – 12 grudnia 1969 (slalom) – 3. miejsce
19. Grindelwald – 9 stycznia 1970 (zjazd) – 3. miejsce
20. Bad Gastein – 15 stycznia 1970 (zjazd) – 2. miejsce
21. Maribor – 17 stycznia 1970 (gigant) – 2. miejsce
22. Saint-Gervais – 22 stycznia 1970 (slalom) – 3. miejsce
23. Voss – 14 marca 1970 (slalom) – 2. miejsce
24. Val d’Isère – 16 grudnia 1970 (slalom) – 2. miejsce
25. Mürren – 4 lutego 1971 (slalom) – 2. miejsce
26. Banff – 18 lutego 1972 (slalom) – 3. miejsce
27. Heavenly Valley – 3 marca 1972 (slalom) – 1. miejsce